# Telebasis levis
Telebasis levis – gatunek ważki z rodziny łątkowatych (Coenagrionidae).